# Julius Rütgers
Julius Rütgers (11. července 1830 Bensberg – 6. srpna 1903 Berlín) byl německý podnikatel a průmyslník podnikající v chemickém průmyslu, přesněji ve zpracování dehtu, především v Německu a v moravských a slezských oblastech Rakouska-Uherska. Jím použité postupy výrazně zlevnily proces chemické produkce. Na konci 19. století vlastnila firma Julius Rütgers v po celém Německém císařství a v moravských a slezských oblastech Rakouska-Uherska přes 70 továrních provozů.

## Život

### Mládí
Narodil se v Bensbergu nedaleko Kolína nad Rýnem v tehdejším Prusku do rodiny královského katastrálního úředníka Martina Rütgerse. Jeho otec záhy začal pracovat při vyměřovacích pracích při stavbě pruské železniční sítě v Porýní a Porúří. Julius v 16 letech přerušil studia, aby mohl odejít pracovat jako správní úředník na statek Wilkau u Vratislavi v pruském Slezsku, následně se vrátil do Porýní, kde začal pracovat jako vrchní správce na panství rodiny Schoellerů.

### Podnikání
Roku 1849 se vrátil zpět k rodině, aby pomohl řídit krachující otcovu továrnu na impregnaci dřevěných železničních pražců v Neussu. Výrobní problémy v závodu navíc zcela zastavily práce na budování železnice mezi Düsseldorfem a Cáchami. Julius se rozhodl změnit způsob výroby pražců a namísto roztoků zelené skalice a síranu barnatého uplatnil ve výrobě patent Angličana Johna Bethella tkvící v impregnaci pražců kreosotem vyráběným z černouhelného dehtu. Ten vznikal jako odpadní surovina při výrobě plynu či oceli a nedostávalo se mu dalšího zpracování. Rütgers začal dehet a dehtové oleje skupovat, v prvních fázích i z Anglie, především v okolí plynáren a oceláren pak zakládal dehtárny, jejichž počet průběžně vzrůstal. Firma současně vyráběla též barviva, chemické suroviny, prekurzory léčiv či první plastové hmoty.
Významnou podnikatelskou aktivitu vyvíjel Rütgers od roku 1854 v okolí Moravské Ostravy, což souviselo s místní rozsáhlou železniční výstavbou podnícenou těžbou černého uhlí. Roku 1893 byl otevřena dehtárna v Zábřehu. Postupně byly budovány další výrobní jednotky: v roce 1894 krystalizační zpracování antracenových olejů, v roce 1896 destilace olejů. Tehdy závod zpracovával asi 20 tisíc tun dehtu ročně. Jako v prvním závodě na českém území zde byla v roce 1899 zahájena výroba čistého toluenu, čistého benzenu a rozpouštěcího benzolu, o rok později také antracenu. Do roku 1905 taky byl vybudován také závod na komplexní zpracování benzolu a dehtu z koksoven na území Ostravsko-karvinského revíru (pozdější DEZA).
Rütgers byl propagátorem vědy a techniky, a také zastáncem konceptu povinného státního sociálního zabezpečení, sám byl v tomto ohledu velmi progresivní, když pro své zaměstnance zakládal jako jeden z prvních zaměstnavatelů fondy, ze kterých jim byly posléze vypláceny starobní důchody.

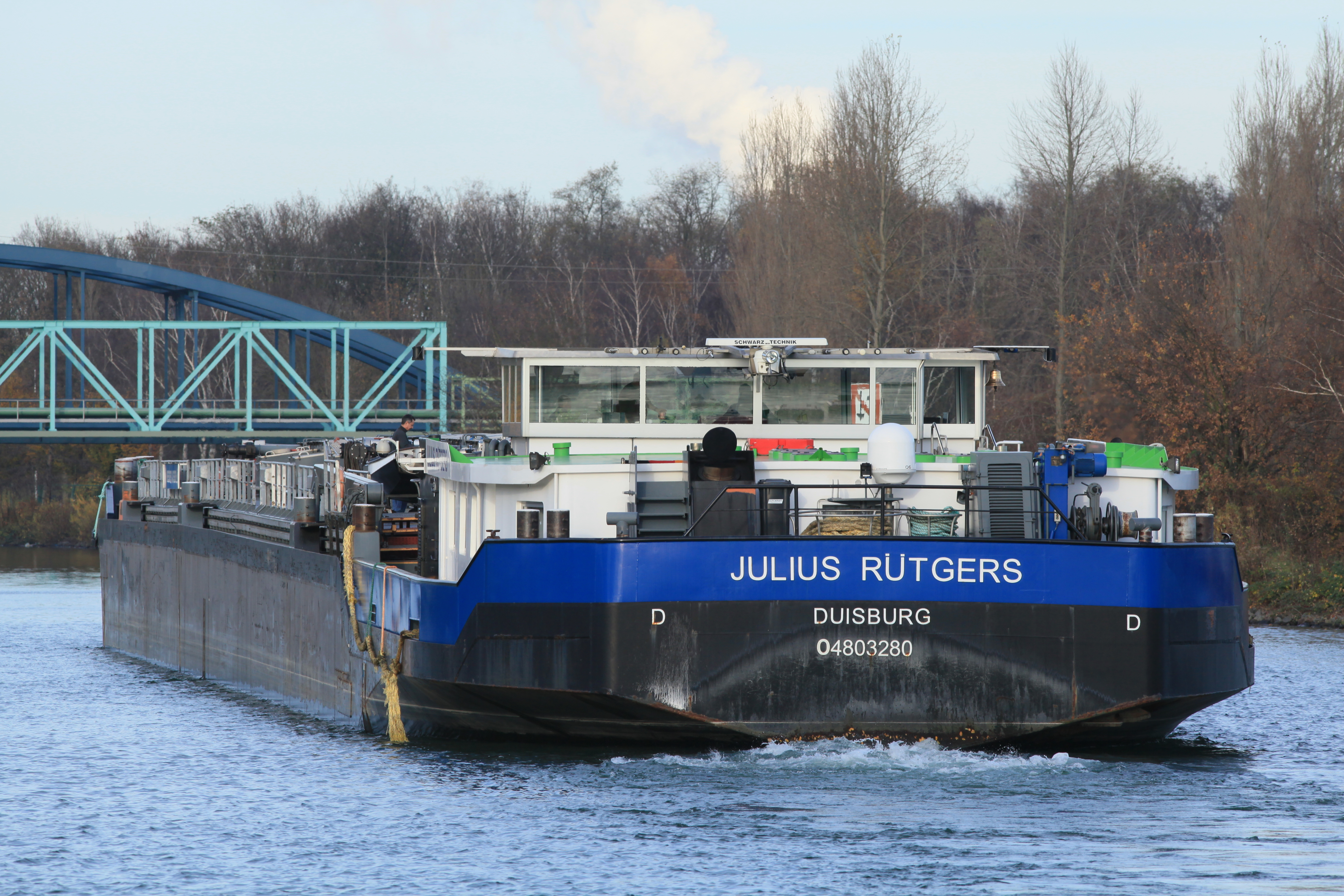
Říční loď Julius Rütgers na Rúru

### Úmrtí
Julius Rütgers zemřel 6. srpna 1903 v Berlíně v 73 letech. Pohřben byl na hřbitově Luisenfriedhof II v Berlíně-Charlottenburgu.
Firma Julius Rütgers nadále pokračovala ve svém provozu a rozvoji a později se stala základem řady velkých chemických průmyslových podniků. Roku 2005 byla na vodu spuštěna říční loď pojmenovaná Julius Rütgers s domovským přístavem v Duisburgu. Na Rütgersovu počest byla pojmenována také jedna z ulic v německém městě Erkner.